# Казачий (Амурская область)
Каза́чий — село в Архаринском районе Амурской области, входит в Кундурский сельсовет.
Основано в 1907 г. как казачий пост, отсюда и современное название.

## География
Село Казачий находится на Транссибе, железнодорожная станция имеет аналогичное название.
Село Казачий расположено к юго-западу от автотрассы «Амур», расстояние — около 4 км.
Расстояние до районного центра Архара (на запад по автотрассе «Амур») — около 80 км.
Расстояние до административного центра Кундурского сельсовета села Кундур (на запад по автотрассе «Амур» — около 17 км.

## Инфраструктура
- Станция Казачий Дальневосточной железной дороги, расположена на 8164 км Транссиба в 81 км в восточном направлении от станции Архара.
- На перегоне Кундур-Хабаровский — Казачий на 8163 км Транссиба в километре от Казачьего был построен Малый Казачинский тоннель, который в настоящее время срыт (см. Хинганские тоннели).
- На перегоне Казачий — Есауловка на 8166 км Транссиба был построен Большой Казачинский тоннель (см. Хинганские тоннели). в настоящее время это комплекс из 2-х параллельных тоннелей.